# 石佛站 (山东省)
石佛站位于山东省聊城市阳谷县石佛镇，是京九铁路的一座火车站，等级为四等站，距北京西站453公里，距常平站1,862公里，本站及相邻上下行区间均为电气化区段。车站建于1996年，只办理货运，不办理客运业务。